# Thomas Lyon-Bowes (11e comte de Strathmore et Kinghorne)
Thomas Lyon-Bowes, 11e comte de Strathmore et Kinghorne (3 mai 1773 - 27 août 1846) est un noble et un pair écossais. 

## Biographie
Il est le troisième fils de John Bowes (9e comte de Strathmore et Kinghorne) et de Mary Bowes, comtesse de Strathmore et Kinghorne. Sa mère est l'auteur du drame en vers Le siège de Jérusalem (1769). Il est l'arrière-arrière-grand-père d'Elizabeth Bowes-Lyon. 
Il est le frère cadet de John Bowes (10e comte de Strathmore et Kinghorne), qui a une longue liaison avec Mary Millner. Leur fils unique, John Bowes (1811-1885), n'est légitimé qu'après la disparition de son père. Il hérite de la plupart des biens immobiliers de son père, mais aucun de ses titres. 
Le deuxième frère, George Bowes-Lyon, épouse Mary Thornhill. Il meurt sans enfant le 26 décembre 1806. Thomas est leur seul héritier légitime et devient le nouveau comte de Strathmore et Kinghorne le 3 juillet 1820. 
Le 25 mars 1800, Thomas épouse Mary Elizabeth Louisa Rodney Carpenter (1er janvier 1783 - 1er juin 1811), fille de George Carpenter (21 octobre 1713 - 10 novembre 1782) et de son épouse Mary Elizabeth Walsh (18 mai 1758 - 27 novembre 1812). Ils ont deux enfants : 
- Thomas Lyon-Bowes (Lord Glamis) (6 février 1801 - 27 janvier 1834). Il est le père de Thomas Lyon-Bowes (12e comte de Strathmore et Kinghorne) et de Claude Bowes-Lyon (13e comte de Strathmore et Kinghorne) ;
- Mary Isabella Lyon-Bowes (8 août 1802 - 11 septembre 1836)[4]. Marié à John Walpole Willis (en).

Sa première femme décède le 1er juin 1811. Il épouse ensuite Eliza Northcote, fille d'un colonel de l'armée britannique. Ils ont une fille : 
- Sarah Bowes-Lyon (8 août 1813 - 6 juin 1847). Mariée d'abord à George Augustus Campbell (descendant d'Archibald Campbell, 2e comte d'Argyll) puis au général Charles Philip Ainslie.

Le 8 décembre 1817, Thomas épouse sa troisième épouse, Marianna Cheape, fille du capitaine John Cheape. Ce mariage reste sans enfant mais dure jusqu'à sa mort. 
Son petit-fils, Thomas Lyon-Bowes, 12e comte de Strathmore et Kinghorne, lui succède.